# Ethulia
Ethulia é um género botânico pertencente à família Asteraceae.